# Ballyfermot
Ballyfermot är en stadsdel i Irlands huvudstad Dublin, 7 km väster om stadens centrum. Ballyfermot ligger 42 meter över havet och antalet invånare är 8 558.